# تل خوشي
تل خوشي هو موقع آثري في شرق محافظة نينوى في العراق. يبعد 14 كيلومتراً جنوب سنجار. اقترح أن الموقع من مملكة الأندريق لكن آثار الموقع مبكرة جداً على ذلك.

## التاريخ
أُحتل تل خوشي في فترة السلالة المبكرة قبل الألفية الثانية قبل الميلاد لكن في المقام الأول خلال سلاسة الأكادية وسلالة أور الثالثة. أتت قمة الاحتلال في الوقت نفسه، مع تجمعات خزفية متشابهة، مشابهة للمواقع الشمالية الأخرى مثل تل الطايع، وتل هضايل، وتل ليلان، وتل الخويرة.

## علم الآثار
عثر سيتون لويد على الموقع في دراسة مواقع أثرية في منطقة سنجار في العراق في منتصف الثلاثينات. 
عمل سيتون على تل خوشي عام 1939 لمدة سبعة أيام، تحت رعاية معهد ليفربول لعلم الآثار. عثر على مدينة محوطة بجدار بيضوي الشكل يمتد مسافة واحد كيلومتر من الشمال إلى الجنوب. يتضمن تلان، تل قلعة كبيرة في الشمال الغربي (الأولى) مع تلة صغيرة (الثانية) في مكان ما في الجنوب بجانب حائط المدينة. فحص سيتون التلة الأولى لفترة وجيزة، وعمل بشكل أساسي على التلة الثانية حيث عثر على مبنى كبير. يتكون المبنى من طابقان حيث يعود الطابق الأول مبدئياً إلى فترة أكاديان والطابق الثاني إلى فترة السلالة المبكرة. تتضمن الاكتشافات مسامير وبراغي نحاسية، مستخدمة عادة في البوابات الخشبية، وشظايا فخارية متنوعة. يبين الطابق الثاني من المبنى علامات تدمير وحرق.
استمر العمل تحت اشراف كريستين كبينسكي، مع دراسة الموقع عام 1989. عثروا على مدينة ذات جدار بيضوي محصن يمتد 1150 متراً من الشمال إلى الجنوب و800 متر من الشرق إلى الغرب، كلياً بمسافة تقريبية 100 هكتار. كما أشار سيتون تتضمن تلان (الأولى والثانية) في الشمال الشرقي بارتفاع 20 متراً ومدينة أدنى ارتفاعاً تصل ارتفاعها من 6 إلى 10 أمتار. ارتفاع بقايا حائط المدينة من 8 إلى 10 أمتار. عثر على فخار يعود إلى سلالة الأكدية (حددت سيتون الأصل كنينوى الخامسة) وسلالة أور الثالثة. عثر على حفرتان عميقتان عمقهما 15 متراً في المدينة الأدنى، حفرها المزارعون المحليون بحثاً عن الماء. حدث موسما الحفريات عام 2001 وعام 2002.